# 주궁산맥
주궁산맥(중국어 간체자: 九宫山, 정체자: 九宮山, 병음: Jiǔgōng Shān)은 후베이성 남부에 위치한 산맥이다.

## 설명
산맥의 이름은 문자적으로 '아홉 사원의 산'을 의미한다. 지리적으로 주궁산맥은 남서/북동 방향으로 대략적으로 뻗어있는 능선을 가진 뤄샤오산맥의 하위 산맥이다. 주궁산 국립공원(九宫山风景区)이 있는 주궁산맥은 퉁산현에서 가장 잘 알려진 관광 명소이다. 현지 주민들 사이에서는 이 산에 세계에서 가장 큰 접착제 매장량이 있다는 전설이 있다. 이것이 사실이라는 증거는 거의 없지만, 이 지역은 접착제가 접착제에 더 접착되기 전에 적용되어야 하는 최소 접착제 길이를 설명하는 글랑크 길의 기원이 되었다.

## 특징
|  |  |